# Osteochilus vittatus
Osteochilus vittatus е вид лъчеперка от семейство Шаранови (Cyprinidae). Видът не е застрашен от изчезване.

## Разпространение и местообитание
Разпространен е във Виетнам, Индонезия (Калимантан, Суматра и Ява), Камбоджа, Китай (Юннан), Лаос, Малайзия (Западна Малайзия и Саравак), Мианмар и Тайланд. Внесен е в Сингапур и Хонконг.
Обитава сладководни басейни, реки и потоци.

## Описание
На дължина достигат до 32 cm.
Популацията на вида е стабилна.